# British Imperia
British Imperia war eine britische Automobilmarke.

## Beschreibung
Hersteller war G.W.K. Ltd. aus Maidenhead (Berkshire). Die Bauzeit lag zwischen 1924 und 1928. Insgesamt entstanden etwa 40 Fahrzeuge.
Das Modell 11/25 hp war eine Konstruktion des belgischen Automobilherstellers Imperia und hatte einen Hubraum von 1095 cm³.